# Poltava (poème)
Pour les articles homonymes, voir Poltava (homonymie).
Poltava (en russe : Полтава) est un poème d'Alexandre Pouchkine publié en 1828.
Il a pour cadre historique la bataille de Poltava du 8 juillet 1709. Celle-ci vit la victoire de l'armée russe de Pierre le Grand sur l'armée suédoise de Charles XII et ses alliés cosaques. Elle marqua la fin des ambitions suédoises en Russie et des désirs d'indépendance des cosaques. Pour la Russie, la bataille de Poltava signifia l'entrée sur le devant de la scène européenne.
Le thème principal du poème de Pouchkine est la trahison du hetman cosaque Ivan Mazeppa, allié de Pierre le Grand. Celle-ci est présentée comme un acte complètement insensé, motivé exclusivement par l'intérêt personnel, et qui conduit de nombreux innocents à leur perte, dont Maria, l'épouse du hetman. Le caractère illusoire de toute révolte individuelle contre le pouvoir des tsars est une idée récurrente dans l'œuvre de Pouchkine (comme dans Le Cavalier de bronze).

## Résumé
Marie est amoureuse de Mazeppa, bien que celui-ci soit déjà un vieillard. Kotchoubeï, le père de la jeune fille, juge cette passion scandaleuse et refuse tout mariage. Marie s'enfuit alors avec Mazeppa. Pour se venger, Kotchoubeï dévoile la trahison que projette Mazeppa : prétendument allié de Pierre le Grand, il est en train de négocier auprès de Charles XII un soulèvement des cosaques. Hélas, Pierre le Grand ne croit pas le dénonciateur. Pire encore, il le livre à Mazeppa qui, sans hésiter, fait tuer son beau-père. Marie, avertie par sa mère, se précipite auprès de Mazeppa, pour implorer son pardon, mais elle arrive trop tard. Les deux femmes s'enfuient et Mazeppa n'arrive pas à les retrouver. La bataille de Poltava s'achève par la déroute et la fuite de Mazeppa et de Charles XII. Arrivé au bord du Dniepr, Mazeppa veut se reposer, mais Marie lui apparaît, qui a sombré dans la folie.

## Critique
Le poème a inspiré à Piotr Ilitch Tchaïkovski son opéra Mazeppa.